# Rorà
Rorà (okzitanisch Rourà) ist eine Kleingemeinde in der italienischen Metropolitanstadt Turin (TO), Region Piemont.

## Lage und Einwohner
Rorà liegt rund 70 km südwestlich von Turin. Der Ort liegt am Südrand des Val Pellice auf einer Höhe von 967 m über dem Meeresspiegel. Das Gemeindegebiet umfasst eine Fläche von 12,26 km² und hat 217 Einwohner (Stand 31. Dezember 2023). Die Gemeinde besteht aus den Ortsteilen Ruà und Rorà.
Die Nachbargemeinden sind Bagnolo Piemonte (CN), Luserna San Giovanni, Torre Pellice und Villar Pellice.

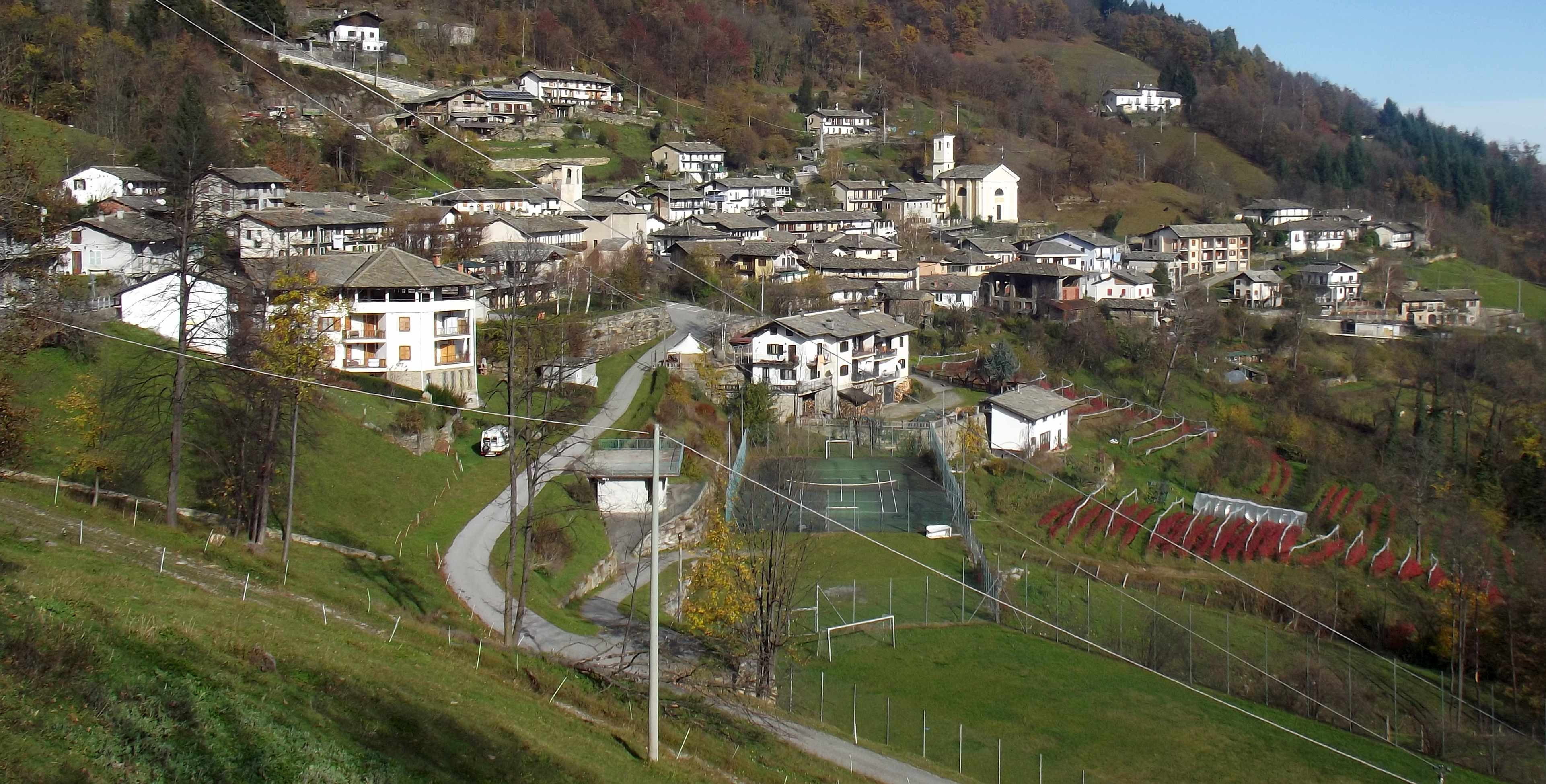
Panorama

## Geschichte

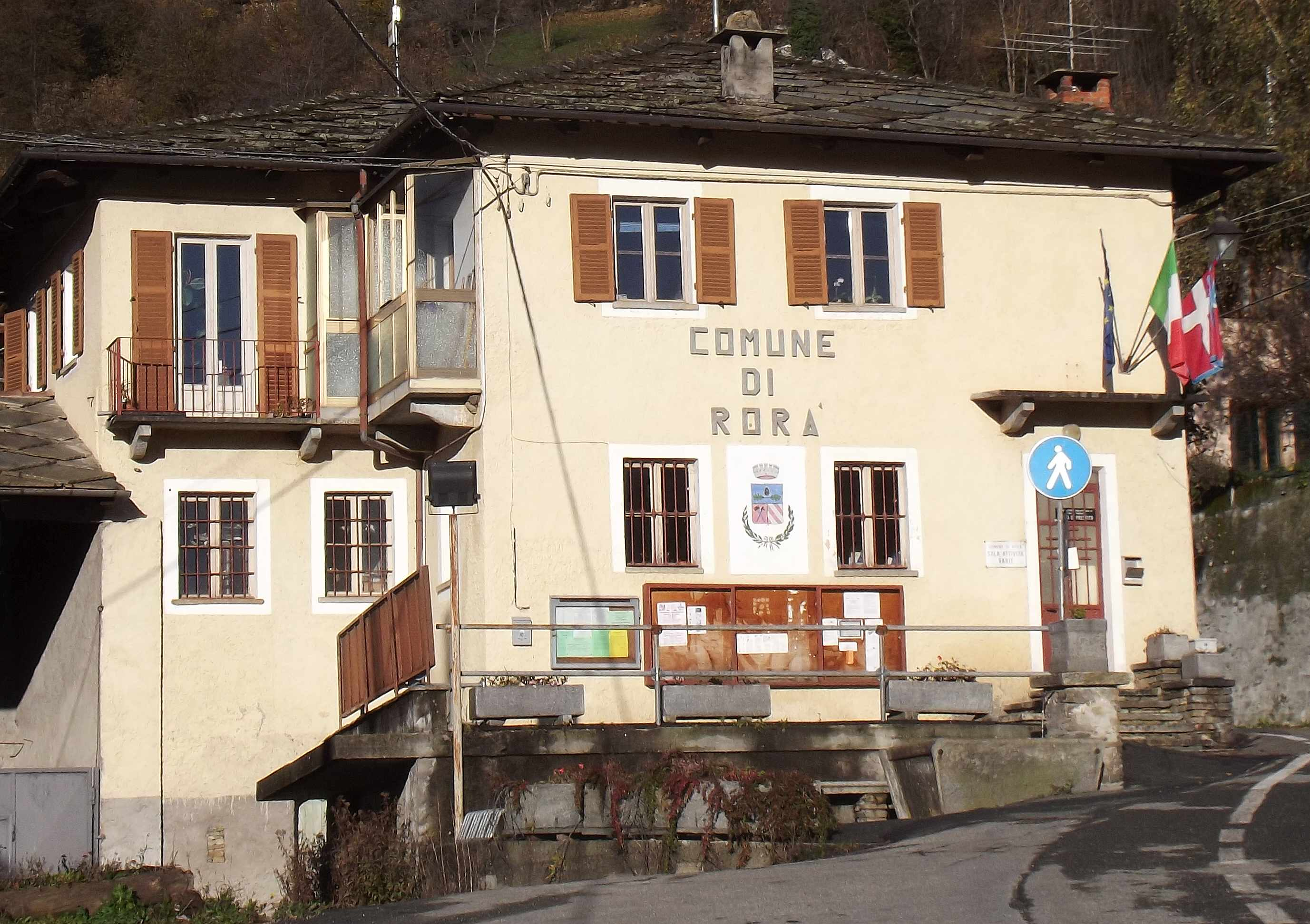
Gemeindeverwaltung

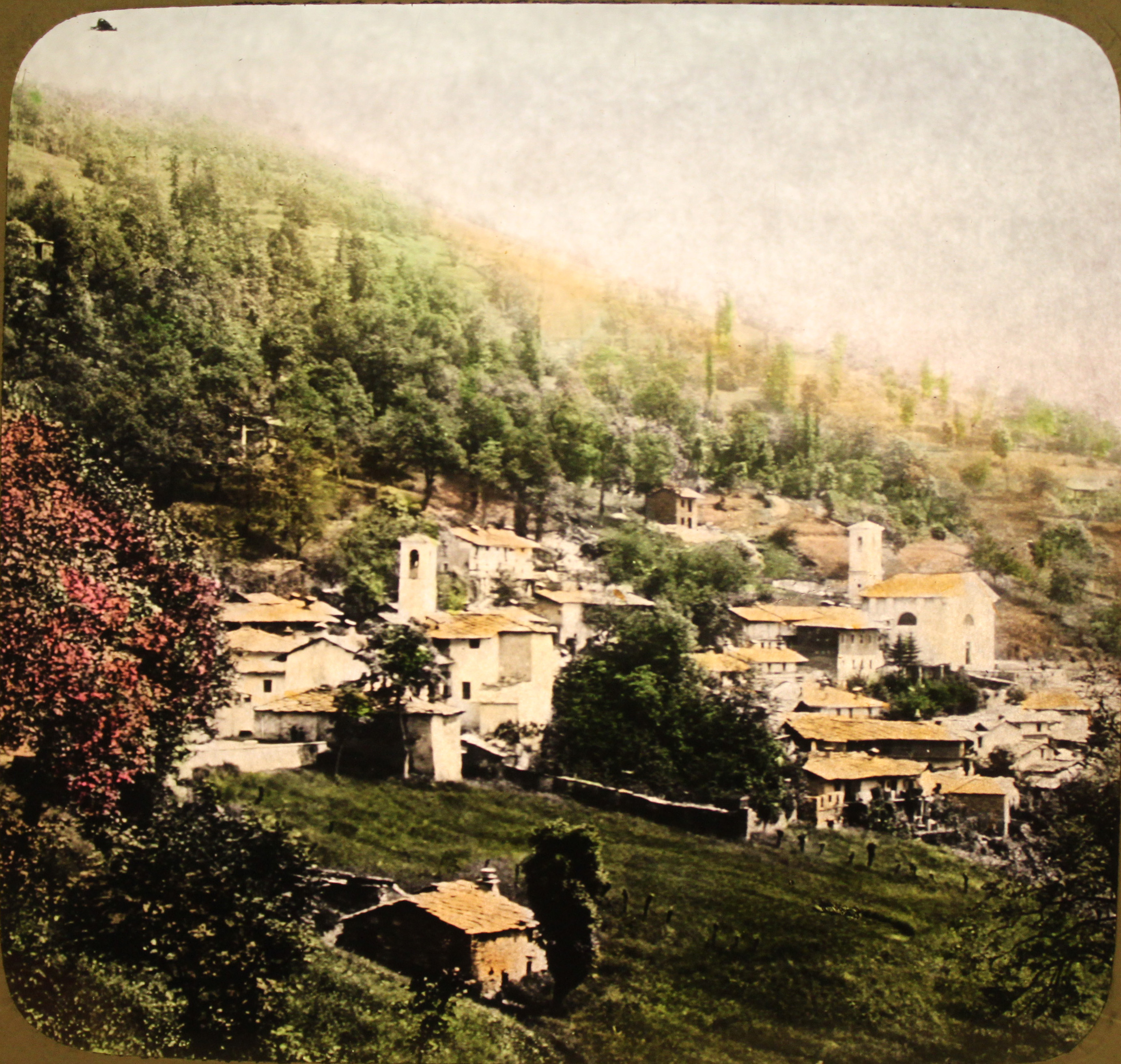
Das Dorf 1895

Die Geschichte von Rorà gleicht der aller Bergdörfer des Piemont. Als Lehen einer Adelsfamilie, nämlich der Luserna, wurde es später zu einer freien Gemeinde. Im 17. Jahrhundert wurde es „Prächtige Gemeinde von Rorata“ genannt.
Rorà ist auch durch die Anwesenheit der Waldenser geprägt, einer religiösen Bewegung, die im 12. Jahrhundert in Lyon entstand und auch heute noch existiert. Im 16. Jahrhundert schlossen sich die Waldenser der protestantischen Reformation an, organisierten ihre Gemeinden nach calvinistischem Vorbild und stießen auf den Widerstand ihres Herrschers. Sie waren daher Opfer rechtlicher Diskriminierung, Inhaftierung, Gewalt und drohten zu verschwinden. Im Jahr 1655 fielen die Truppen in die Waldensertäler ein und Rorà wurde dann von Giosuè Gianavello und seinen Männern verteidigt. Im Jahr 1686 kam es zu einer neuen Verfolgung. Viele wurden deportiert und eingesperrt oder in die Schweiz verbannt, kehrten aber drei Jahre später im Rahmen der sogenannten „Glorious Repatriation“ zurück. Erst am 17. Februar 1848 wurden bürgerliche und politische Rechte anerkannt.
Als Berggemeinde war Rorà in der zweiten Hälfte des 19. Jahrhunderts vom Phänomen der Auswanderung betroffen, insbesondere nach Frankreich und Südamerika, wo die argentinische Stadt Alejandra, Department San Javier gegründet wurde, mit der die Gemeinde eine Partnerschaft hat. Im Gegensatz zu anderen Gemeinden gelang es ihr jedoch, eine schwache Agrarwirtschaft mit einer profitableren und industrielleren Tätigkeit zu verbinden, bis zum 19. Jahrhundert mit der Kalkproduktion und später mit der Verarbeitung von Luserna-Stein.
Ein weiterer wichtiger historischer Moment für das Dorf Rorà war der Widerstand während des Zweiten Weltkriegs, als die gesamte Bevölkerung nicht nur gegenüber den Partisanen, sondern auch gegenüber den Juden, die im Dorf in der Nähe einiger einheimischer Familien Zuflucht gefunden hatten, Solidarität zeigte. Tatsächlich flohen nach den großen Bombenanschlägen in Turin im Jahr 1942 viele Turiner Familien jüdischer Herkunft ins Val Pellice, zunächst nach Luserna und dann nach Rorà, wo zwischen 1943 und 1945 fünf Familien heimlich mit falschen Identitäten lebten: De Benedetti, Levi, Amar, Bachi und Terracini. Insgesamt wurden später 21 Flüchtlinge gerettet, eine beträchtliche Zahl, wenn man bedenkt, dass die Gesamtbevölkerung von Rorà etwa 200 Menschen zählte.